# Formigueiro-do-bambu
Formigueiro-de-crista-peruano ou formigueiro-do-bambu (Myrmoborus lophotes) é uma espécie de ave da família Thamnophilidae.
Pode ser encontrada nos seguintes países: Bolívia, Brasil e Peru.
Os seus habitats naturais são: florestas subtropicais ou tropicais húmidas de baixa altitude e florestas secundárias altamente degradadas.